# Кемская оперативная группа
Кемская оперативная группа — оперативное войсковое объединение в составе Вооружённых Сил СССР во время Великой Отечественной войны.

## Формирование
Кемская оперативная группа сформирована 12 сентября 1941 года по решению военного совета Карельского фронта для управления войсками, прикрывающими направление на Кемь. В состав группы вошли 27-я, 54-я и 88-я стрелковые дивизии, которые держали оборону на ругозерском, ухтинском и кестеньгском направлениях соответственно.

## Боевой путь
В составе действующей армии с 12 сентября 1941 года по 4 апреля 1942 года
На указанных рубежах, а именно: приблизительно в 40 километрах западнее Лоухи, в 10 километрах западнее Ухты и непосредственно на подступах к Ругозеру, части группы в течение осени 1941 — весны 1942 года вели позиционную оборону, совершенствовали оборонительные укрепления, вели разведку и вылазки в тыл противника.
На основании директивы Ставки ВГК от 27 марта 1942 года управление группы 4 апреля 1942 года обращено на формирование управления 26-й армии 4-го формирования.

## Командиры
- сентябрь 1941 — декабрь 1941 — полковник, с 9 ноября 1941 года генерал-майор Сквирский, Лев Соломонович (одновременно начальник штаба Карельского фронта)[2]
- декабрь 1941 — март 1942 — генерал-майор Никишин, Николай Николаевич

## Боевой состав
Артиллерийских частей и соединений, а также частей ВВС в распоряжении группы не имелось
В различное время в состав группы входили:
| Стрелковые соединения и части | Стрелковые соединения и части                             | Стрелковые соединения и части                                  | Стрелковые соединения и части                                |
| Корпуса                       | Дивизии                                                   | Бригады                                                        | Иные части                                                   |
| ----------------------------- | --------------------------------------------------------- | -------------------------------------------------------------- | ------------------------------------------------------------ |
| -                             | 23 гвардейская стрелковая, 14, 27, 54, 88, 186 стрелковые | 5-я бригада морской пехоты 67, 80 морские стрелковые, 3 лыжная | 130, 130, 133, 135, 142, 143, 199, 200, 201 лыжные батальоны |

| Танковые, механизированные, самоходно-артиллерийские соединения и части | Танковые, механизированные, самоходно-артиллерийские соединения и части | Танковые, механизированные, самоходно-артиллерийские соединения и части | Танковые, механизированные, самоходно-артиллерийские соединения и части | Танковые, механизированные, самоходно-артиллерийские соединения и части |  |
| Корпуса                                                                 | Дивизии                                                                 | Полки                                                                   | Батальоны                                                               | Иные отдельные части                                                    |  |
| ----------------------------------------------------------------------- | ----------------------------------------------------------------------- | ----------------------------------------------------------------------- | ----------------------------------------------------------------------- | ----------------------------------------------------------------------- |  |
| -                                                                       | -                                                                       | -                                                                       | -                                                                       | 17, 25, 35, 54 аэросанные батальоны                                     |  |

| Инженерные, сапёрные, понтонно-мостовые и огнемётные части | Инженерные, сапёрные, понтонно-мостовые и огнемётные части | Инженерные, сапёрные, понтонно-мостовые и огнемётные части | Инженерные, сапёрные, понтонно-мостовые и огнемётные части | Инженерные, сапёрные, понтонно-мостовые и огнемётные части |  |
| Бригады                                                    | Инженерные батальоны                                       | Сапёрные батальоны                                         | Понтонно-мостовые батальоны                                | Огнемётные части                                           |  |
| ---------------------------------------------------------- | ---------------------------------------------------------- | ---------------------------------------------------------- | ---------------------------------------------------------- | ---------------------------------------------------------- |  |
| не имелось                                                 | 19-й отдельный инженерный батальон                         | -                                                          | -                                                          | -                                                          |  |

### Помесячный боевой состав группы
| Помесячный боевой состав группы | Помесячный боевой состав группы                                            | Помесячный боевой состав группы        | Помесячный боевой состав группы        | Помесячный боевой состав группы | Помесячный боевой состав группы | Помесячный боевой состав группы |
| Дата (в составе фронта)         | Стрелковые и кавалерийские соединения                                      | Артиллерийские и миномётные соединения | Танковые и механизированные соединения | Авиация                         | Инженерные и сапёрные части     | Огнемётные части                |
| ------------------------------- | -------------------------------------------------------------------------- | -------------------------------------- | -------------------------------------- | ------------------------------- | ------------------------------- | ------------------------------- |
| 01.10.1941 (Карельский фронт)   | 27, 54, 88 сд, 5 бр. морской пехоты                                        | -                                      | -                                      | -                               | -                               | -                               |
| 01.11.1941 (Карельский фронт)   | 27, 54, 88 сд                                                              | -                                      | -                                      | -                               | 19 оиб                          | -                               |
| 01.12.1941 (Карельский фронт)   | 27, 54, 88, 186 сд                                                         | -                                      | -                                      | -                               | -                               | -                               |
| 01.01.1942 (Карельский фронт)   | 14 (без 135 сп), 27, 54, 88 сд                                             | -                                      | -                                      | -                               | -                               | -                               |
| 01.02.1942 (Карельский фронт)   | 27, 54, 88 сд, 67, 80 морские сбр                                          | -                                      | -                                      | -                               | -                               | -                               |
| 01.03.1942 (Карельский фронт)   | 27, 54, 88 сд, 67, 80 морские сбр, 130, 131, 132, 135, 142, 200, 201 олыжб | -                                      | -                                      | -                               | -                               | -                               |
| 01.04.1942 (Карельский фронт)   | 23 гв., 27, 54 сд, 67 морская сбр, 3 лыжбр, 142, 143, 199, 200, 201 олыжб  | -                                      | 17, 25, 35, 54 оаэсб                   | -                               | -                               | -                               |